# Outlast Whistleblower
Outlast: Whistleblower ("Outlast Delator", "Denunciante" o "Infiltrante" en español) es una expansión/videojuego de tipo contenido descargable (o DLC, por sus siglas en inglés) perteneciente al género de videojuego de terror en primera persona, desarrollado y publicado por Red Barrels Games, desarrolladora canadiense de videojuegos independiente. Fue publicado el 6 de mayo de 2014 para PC (vía Steam) y Play Station 4, mientras que para Xbox One se resolvió lanzarse el 18 de junio del mismo año.
Como es una expansión o DLC, la trama del juego sucede de forma simultánea y paralela a los acontecimientos de Outlast.

## Argumento
Waylon Park, un ingeniero de software que trabaja para la corporación Murkoff, está decidido a exponer los inhumanos experimentos que sufren los pacientes del manicomio Mount Massive. Para revelar la verdad, envía un correo anónimo al periodista Miles Upshur, protagonista del primer Outlast, instándolo a investigar lo que ocurre en el asilo. Sin embargo, su acción es descubierta por Jeremy Blaire, un alto ejecutivo de Murkoff, quien, para proteger los intereses de la corporación, decide internar a Park como un paciente más en el manicomio, utilizándolo como sujeto de prueba en los experimentos que realiza la compañía.
Dos horas después de los eventos previos, Waylon es sometido a una prueba en una celda junto a otros dos internos. En ese momento, el Proyecto Walrider, un enjambre de nanotecnología, es liberado en el manicomio, causando un caos absoluto. Los internos escapan, desatando un motín. Waylon aprovecha la situación para salir de su celda, armado únicamente con una videocámara, y comienza a abrirse paso por el manicomio descubriendo que los pacientes, enloquecidos, están masacrando tanto al personal como a los guardias. 
Mientras esto ocurre, Miles Upshur llega al manicomio y su historia se desarrolla en paralelo a la de Waylon, aunque nunca llegan a encontrarse. Más adelante, Park es perseguido por Frank Manera, un paciente caníbal, del cual logra escapar. Tras evadir a Manera, Waylon llega a una radio e intenta pedir ayuda, pero Jeremy Blaire lo intercepta, destruye el equipo de comunicación, lo deja inconsciente y lo abandona en los pasillos del manicomio, consciente de la presencia de Chris Walker, un paciente extremadamente peligroso.
Park logra escapar de Walker y prosigue su exploración por el manicomio, pero pronto comienza a ser perseguido y finalmente capturado por un paciente conocido como "el Novio", Eddie Gluskin, un interno perturbado que mutila a otros hombres en su obsesiva búsqueda de la "novia perfecta". Gluskin somete a Park, atándolo a una mesa con la intención de castrarlo, pero es interrumpido cuando otro recluso lo ataca. Park aprovecha la distracción para huir, aunque termina lastimándose el pie al clavarse un fragmento de madera. 
A pesar de estar herido, sigue avanzando, pero es capturado nuevamente por Gluskin, lo que desencadena un enfrentamiento final en el que Gluskin muere al quedar atrapado en una soga mientras intentaba ahorcar a Waylon. Este continúa su recorrido por el manicomio, presenciando cómo las fuerzas especiales de Murkoff eliminan a todos los que encuentran a su paso mientras aseguran la institución.
Park continúa hasta llegar al vestíbulo, donde se encuentra con Jeremy Blaire herido. Aunque Blaire parece pedirle ayuda, lo apuñala con la intención de silenciarlo y evitar que revele los secretos del manicomio. Antes de que pueda matarlo, el Walrider interviene y asesina brutalmente a Blaire.
Waylon aprovecha la oportunidad para escapar y encuentra en la entrada del manicomio el vehículo en el que Miles Upshur llegó al asilo. Observa a través de su cámara al Walrider, ahora con la silueta de Miles, quien ha sido consumido como su nuevo huésped, y huye del lugar.
Tiempo después, Park se prepara para publicar en internet las grabaciones que documentan las atrocidades cometidas por la corporación Murkoff en Mount Massive. Simon Peacock, un contacto suyo, le advierte que al hacerlo se convertirá en un objetivo de la compañía. A pesar de los riesgos, Waylon sube los archivos, decidido a exponer la verdad al mundo.